# Neoancistrotus bifurcatus
Neoancistrotus bifurcatus is een hooiwagen uit de familie Gonyleptidae.